# Tipi am Kanzleramt

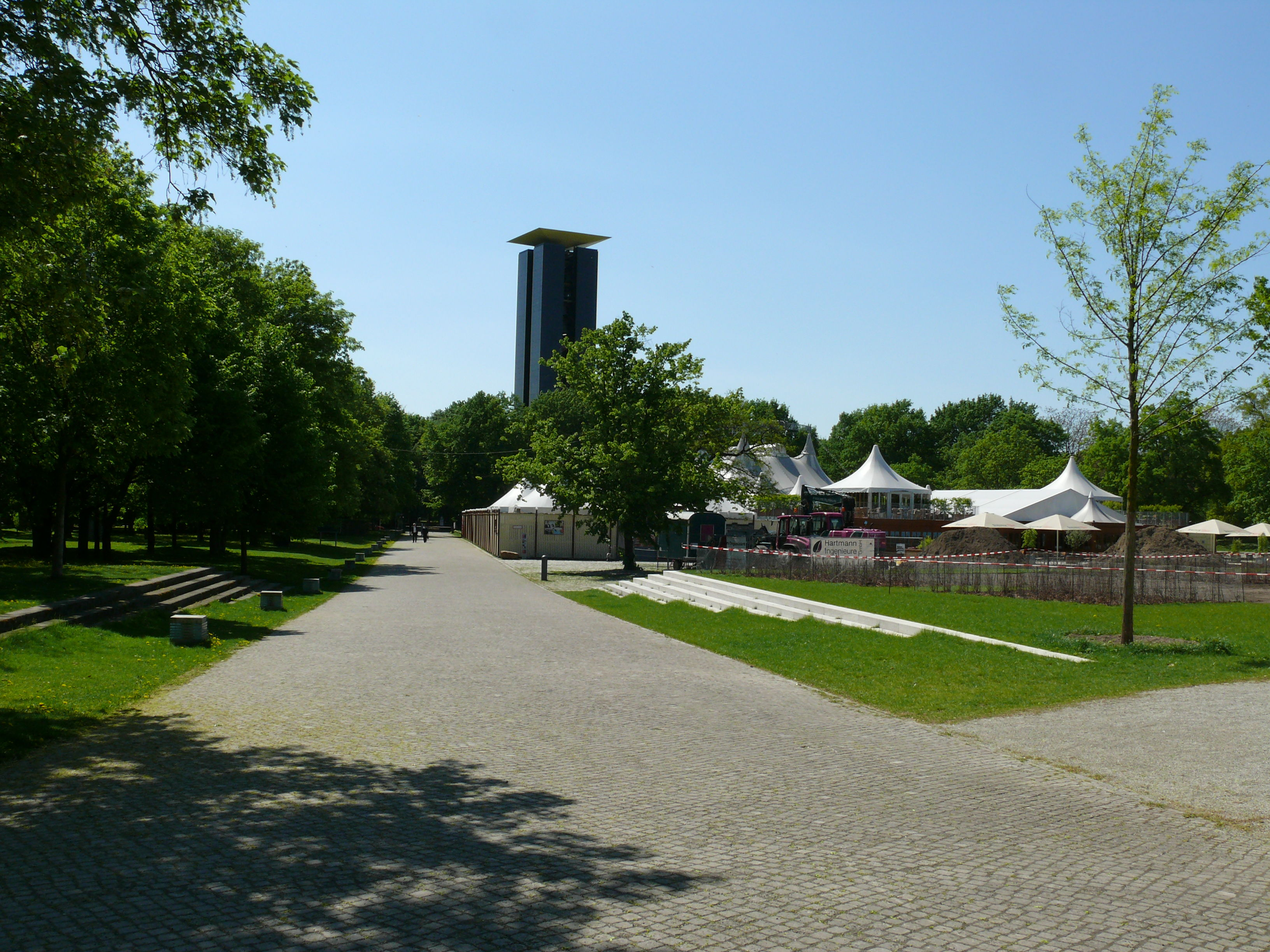
Tipi und Carillon in der Großen Querallee

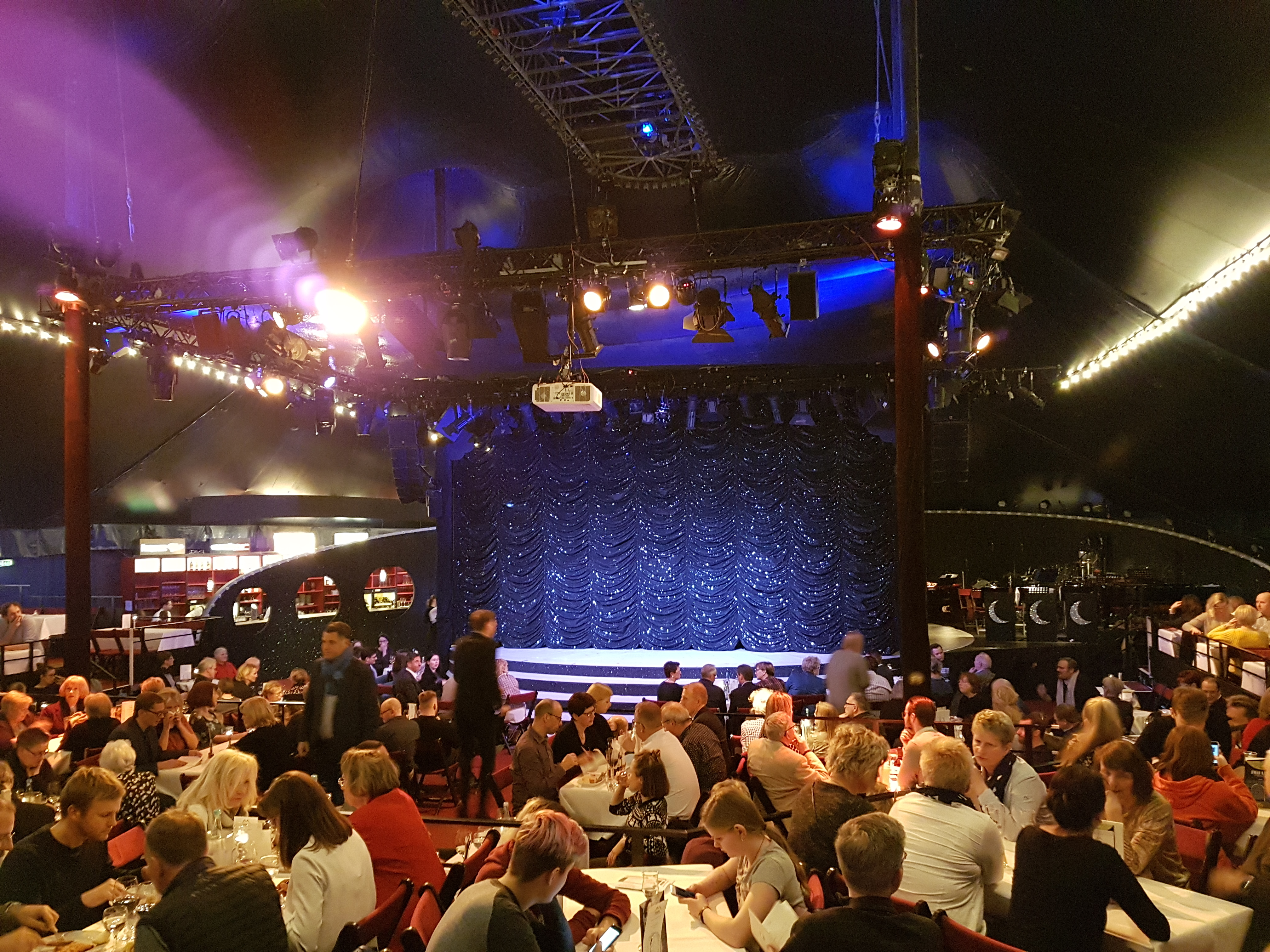
Zuschauerraum im Tipi am Kanzleramt

Das Tipi am Kanzleramt ist ein Theater in Berlin-Tiergarten, in dem Chanson, Cabaret, Konzerte, Musicals oder Varieté präsentiert werden. Der rot ausgeschlagene Theaterraum verfügt über bis zu 550 Sitzplätze, fast alles feste Tischplätze, an denen auch gespeist werden kann.
Es ist die größte stationäre Zeltbühne Europas und liegt im Tiergarten zwischen dem Bundeskanzleramt und dem Haus der Kulturen der Welt. Es wurde 2002 gegründet als Jubiläumszelt zum zehnten Geburtstag der Bar jeder Vernunft. Der Name verweist auf die Zeltform des Tipi.

## Das Programm
Schwerpunkte der Aufführungen liegen im Bereich Chanson, Musical und Musik-Comedy sowie internationale Show-Acts und Konzerte. Das Programm variiert und wird sowohl von bekannten als auch von jungen, weitgehend unbekannten Künstlern gestaltet, von Solisten ebenso wie von Gruppen. So spielten im Tipi am Kanzleramt Georgette Dee und Tim Fischer, Dominique Horwitz und Gayle Tufts, Gitte Haenning und Rainald Grebe. Der russische Zirkus Semianyki, der deutsch-niederländische Entertainer Sven Ratzke, die italienischen Sportlerinnen von Rhythmix, die australische TomTomCrew, die israelischen Tänzer und Musiker von Sheketak sowie der venezianische Verwandlungskünstler Ennio Marchetto waren auf dieser Bühne zum ersten Mal in Deutschland zu sehen. Die Schauspieler Andrea Sawatzki und Ulrich Tukur zeigten im Tipi ihre Lust am musikalischen Groove.
Seit 2010 gastiert hier auch regelmäßig die Musicalproduktion „Cabaret“ (Inszenierung Vincent Paterson) aus der Bar jeder Vernunft.

## Geschichte
Das Tipi am Kanzleramt eröffnete am 8. Juni 2002, unter seinem Gründer und Direktor Holger Klotzbach. Am selben Standort hatte sich bis Ende 1998 das Veranstaltungszelt Tempodrom befunden, an dessen Gründung auch Klotzbach beteiligt gewesen war. Das Tempodrom hatte sein angestammtes Areal auf Intervention des damaligen Bundeskanzlers Helmut Kohl verlassen müssen, der in dem traditionell links-alternativen Tempodrom-Publikum ein Sicherheitsrisiko zu erkennen glaubte.
Der Einstand des Tipis wurde mit einer großen, live auf 3sat übertragenen Revue gefeiert. Das grau-weiße Zelt beging mit seiner Revue und seinen ersten Programmen den zehnjährigen Geburtstag der Berliner Bar jeder Vernunft, die Klotzbach ebenfalls leitet. Durch den Abend führten Alfred Biolek und Gayle Tufts, auf der Bühne sangen und spielten unter anderem Meret Becker, Otto Sander, Brigitte Mira und die Geschwister Pfister. Für die künstlerische Leitung des Tipis zeichnet der Mitbegründer Lutz Deisinger verantwortlich.
Ursprünglich als eine auf neun Monate angelegte Sonderaktion gedacht, avancierte das 550-Plätze-Zelt schließlich zu einer festen Institution. Die einstigen Sicherheitsbedenken griffen nun nicht mehr: Das Tipi-Kulturprogramm galt als „leiser“ und gesetzter, das entsprechende bürgerliche Publikum nicht als bedrohlich. Dabei spielte nach Klotzbachs Ansicht wohl auch eine Rolle, dass Helmut Kohl im September 1998 als Bundeskanzler abgewählt worden sei (Nachfolger im Amt war Gerhard Schröder, SPD).
Das größere Zelt mit bis zu acht Metern Raumhöhe ermöglichte dem nicht subventionierten Theaterbetrieb, den Künstlern einen größeren Auftrittsort mit technischer Ausstattung anzubieten, die auch aufwändigeren Shows angemessen ist. Malediva, Ades Zabel, Dominique Horwitz, Maren Kroymann, Pigor & Eichhorn und die Geschwister Pfister sind immer wieder auftretende Künstler.